# Clematis yuanjiangensis
Clematis yuanjiangensis är en ranunkelväxtart som beskrevs av Wen Tsai Wang. Clematis yuanjiangensis ingår i släktet klematisar, och familjen ranunkelväxter. Inga underarter finns listade i Catalogue of Life.